# Iberia (Tahuamanu)
Iberia es una ciudad peruana capital del Distrito de Iberia, uno de los tres que conforman la provincia de Tahuamanu, ubicada en el departamento de Madre de Dios en el Suroriente del Perú. Se encuentra a una altitud de 348 m s. n. m. Tenía una población de 3247 habitantes en 1993.
La zona habría sido habitada por la etnia tahuamanu. Fue ocupada por bolivianos para la explotación maderera. Posteriormente, fue ocupada por los españoles Bartolomé y Máximo Rodríguez González a inicios del siglo XX quienes permitieron la pertenencia de la zona al Perú
. En 7 de junio de 1961, se aprueba la distritaliza de Iberia con Ley N° 13656.
Cuenta con el aeródromo de Iberia.
La ciudad es sede del Proyecto Especial Madre de Dios, órgano descentralizado del Gobierno regional de Madre de Dios.

## Reseña histórica
Esta zona había sido habitada por nativos de la tribu “Tahuamanu”, quienes habitaban en las riberas del río Tahuamanu, entre el actual Miraflores y Oceanía. Posteriormente, colonizadores de nacionalidad boliviana los expulsaron. La actividad principal de los bolivianos que llegaron a este lugar, liderados por los hermanos Suárez, era la explotación del caucho y la shiringa.
Instalaron sus principales almacenes y viviendas, en la parte más alta de las orillas del río Tahuamanu, para que en la época de lluvias no puedan ser inundados, habiendo sido el punto inicial de urbanización las partes altas del actual barrio de empleados (ex almacén ECASA); así se mantuvo hasta la llegada de Máximo Rodríguez González en 1903.
Entre los años de 1902 - 1903, los hermanos españoles Baldomero y Máximo Rodríguez, explotaron el caucho en la zona del río Madre de Dios, acabandose este se dirigieron hacia el norte, por el río Las Piedras encontrando el Río Tahuamanu (donde actualmente se encuentra Iberia), en donde existía una extensión considerable de árboles de caucho.
Hacía fines del siglo pasado, aún no se tenían bien definidos los límites internacionales en esa zona del Perú, por lo que, en la parte norte de la actual provincia de Tahuamanu, se encontraron con caucheros brasileros y en la zona sur, se localizaron caucheros bolivianos.
El encuentro entre Máximo Rodríguez y los bolivianos, fue sangriento y terminó con la retirada de los bolivianos del territorio peruano, lo cual se consolidó con el cambio de nombre del Fundo Adriozola, por el de “Fundo IBERIA”, en remembranza al suelo natal (España) de los hermanos Rodríguez, fundando así la ciudad actual. Luego de haberse instalado, dieron inició a la explotación del caucho y de la shiringa, en la zona, utilizando a los nativos y foráneos de otras tribus del Norte (Shipibos), traídos desde la zona del río Ucayali.
A inicios de la década de los años 40, Máximo Rodríguez se retira de la zona y regresa a España, dejando estos territorios en herencia a su hijo Luis Rodríguez Rengifo; y en mayo de 1944, la Colonizadora Madre de Dios (Así se denominó la Empresa de Luis Rodríguez) vende sus propiedades a la Corporación Peruana de Amazonas quien a su vez las transfiere al Banco de Fomento Agropecuario del Perú (BFAP), creado por Decreto Ley N 11691 del 3 de enero de 1952.
Desde ese entonces, el Estado peruano, asume todo el manejo económico, político y social de la provincia. El 7 de junio de 1961, se aprueba la Ley N0 13656 que distritaliza el fundo Iberia. En mérito a esta Ley el (BFAP) dona un área de 12.6 hectáreas para la creación de la capital del distrito; marcando así un hito político administrativo.

## Clima
| Parámetros climáticos promedio de Iberia | Parámetros climáticos promedio de Iberia | Parámetros climáticos promedio de Iberia | Parámetros climáticos promedio de Iberia | Parámetros climáticos promedio de Iberia | Parámetros climáticos promedio de Iberia | Parámetros climáticos promedio de Iberia | Parámetros climáticos promedio de Iberia | Parámetros climáticos promedio de Iberia | Parámetros climáticos promedio de Iberia | Parámetros climáticos promedio de Iberia | Parámetros climáticos promedio de Iberia | Parámetros climáticos promedio de Iberia | Parámetros climáticos promedio de Iberia |
| Mes                                      | Ene.                                     | Feb.                                     | Mar.                                     | Abr.                                     | May.                                     | Jun.                                     | Jul.                                     | Ago.                                     | Sep.                                     | Oct.                                     | Nov.                                     | Dic.                                     | Anual                                    |
| ---------------------------------------- | ---------------------------------------- | ---------------------------------------- | ---------------------------------------- | ---------------------------------------- | ---------------------------------------- | ---------------------------------------- | ---------------------------------------- | ---------------------------------------- | ---------------------------------------- | ---------------------------------------- | ---------------------------------------- | ---------------------------------------- | ---------------------------------------- |
| Temp. máx. media (°C)                    | 30                                       | 30                                       | 31                                       | 31                                       | 30                                       | 29                                       | 30                                       | 32                                       | 32                                       | 32                                       | 31                                       | 31                                       | 30.8                                     |
| Temp. media (°C)                         | 25.6                                     | 25.4                                     | 25.1                                     | 24.9                                     | 23.9                                     | 22.7                                     | 22.3                                     | 23.7                                     | 25.2                                     | 25.8                                     | 25.6                                     | 25.6                                     | 24.7                                     |
| Temp. mín. media (°C)                    | 23                                       | 23                                       | 23                                       | 23                                       | 21.5                                     | 20                                       | 18                                       | 19.5                                     | 21                                       | 23                                       | 23                                       | 23                                       | 21.8                                     |
| Fuente n.º 1: Accuweather                |                                          |                                          |                                          |                                          |                                          |                                          |                                          |                                          |                                          |                                          |                                          |                                          |                                          |
| Fuente n.º 2: climate-data.org           |                                          |                                          |                                          |                                          |                                          |                                          |                                          |                                          |                                          |                                          |                                          |                                          |                                          |